# 恶灵附身
《恶灵附身》是一款由「生化危机之父」三上真司领衔探戈工作室开发、由贝塞斯达软件发行的求生恐怖電子遊戲，於2014年10月在PlayStation 3、PlayStation 4、Microsoft Windows、Xbox 360和Xbox One发售；本作的PlayStation 3和PlayStation 4版本有繁体中文版。

## 系統
界面採用第三人稱視角，主角需要在環境中尋找資源和善用環境求生，遇上敵人時可利用武器反擊或逃走。主角剛開始時只配備手槍，其餘武器及彈藥須透過遊戲進程於環境中取得；遊戲中彈藥數量設定上相當稀少，當中用作製作十字弓弓箭的部件主要透過拆除環境陷阱取得；近距離戰鬥只適用於拉開與敵人之距離；已倒地的敵人有可能並未死去，並能透過點燃火柴把牠們徹底燒毀。主角也能透過維持潛行從敵人後面接近並一擊把牠們殺死。失去之生命力能透過拾取和使用「針筒」（Syringe）回復。主角可透過擊敗敵人或摧毀環境物品隨機取得「綠色凝膠」（Green Gel），從而提升自身能力數值、改善武裝和提高載彈量。
遊戲設有悠閒（Casual）、求生（Survival）、夢魘（Nightmare）及悪夢（Akumu）四個難度，同時對敵人數量、警覺性、行動速度以及殺傷力有所影響。

## 劇情
克里姆森市（Krimson City）燈塔精神醫院（Beacon Mental Hospital）發生嚴重謀殺案，探員賽巴斯汀（Sebastian Castellanos）偕同拍擋約瑟夫（Joseph Oda）及新手探員基嫚（Julie Kidman）前往調查，現場除一名醫生外所有人被殺。在透過監視器畫面目睹數名警員被一身穿白色袍子、身上有燒傷的男子殺害後，賽巴斯汀隨即被該名男子從後襲擊而失去意識，醒來後發現被怪物囚禁。賽巴斯汀逃離禁錮離開醫院後發現整個城市發生異變並出現猛烈地震，在與同僚乘救護車逃走時發現車上載著一名與該白袍男子相像的白髮精神病患萊斯里（Leslie Withers）。駕駛救護車的同僚突然基因突變，但由於地形急劇改變，車輛衝出道路斷層向下墜落，賽巴斯汀再次失去意識。
賽巴斯汀醒來後發現車輛於某叢林中被毀，車上眾人下落不明。賽巴斯汀在林中和相鄰的村落內外探索，在與大量人型怪物「死靈」（Haunted）對抗時分別遇上行動不便的萊斯里和在精神醫院中生還的醫生馬賽洛（Marcelo Jimenez），馬賽洛請求賽巴斯汀協助搜尋萊斯里。二人尋獲萊斯里後遇上該白袍男子魯維克（Ruvik）；魯維克透過改變空間使賽巴斯汀被困於貌似由回憶構成之不同地域，並須面對各種怪物襲擊。賽巴斯汀其後分別尋獲並救出約瑟夫和基嫚；約瑟夫一度出現變成死靈的症狀，基嫚則看似不受魯維克之影響並竭力追查萊斯里。在錯亂的空間中，賽巴斯汀數次被傳送至一所不明精神病院中，只有護士塔媞亞娜（Tatiana）接待他和提供意見。
賽巴斯汀不久到達維多利亞諾宅第（Victoriano estate）並了解魯維克之過去：魯維克原名魯本·維多利亞諾（Ruben Victoriano），年輕時天資聰慧和熱衷於解剖，與父母和姊姊蘿拉（Laura）同住。魯本與父親關係較緊張，與姊姊關係親密。維多利亞諾家族因經常慷慨捐款予燈塔精神醫院而認識馬賽洛醫生，但亦因大量收購和管理區內土地而與部分人士結怨。一天魯本與蘿拉在穀倉內玩耍時被結怨人士縱火焚燒宅邸所波及，魯本由蘿拉推出窗外生還但被嚴重燒傷，蘿拉則未能逃生而被活活燒死。魯本在父親瞞著妻子下一直被藏在宅邸地牢，但因蘿拉之死和被燒傷大受打擊，最終殺死了雙親接管了家族財產，繼續捐款予精神醫院並私下以此條件交換院方的精神病患作為實驗對象，並且一度與馬賽洛醫生合作。
魯維克多年來對人類精神進行研究但與馬賽洛發生衝突：馬賽洛把魯維克的研究據為己有對外發表，並解釋後者沒有接受正式教育而無法以自己名字發表任何研究。魯維克最終在研究項目「中樞」（STEM，一台能使所有連結者之思想、感情和意識合而為一和共享之機器）即將完成時被馬賽洛背後的組織殺死，其腦部被取出進行研究。該組織也一直綁架克里姆森市內居民用作測試中樞。
由於萊斯里曾逃離魯維克的意識，馬賽洛希望透過他返回現實世界，但在了解魯維克欲把其意識寄宿進合適的宿主（尤其是能模仿他人思想的萊斯里）從而返回現實世界後被一隻由魯維克意識造出的怪物殺死。賽巴斯汀擊敗該怪物後分別與約瑟夫和基嫚會合前往燈塔精神病院，但魯維克使三人分離，基嫚最終搶先尋獲萊斯里並打算把他射殺但被賽巴斯汀阻止；基嫚解釋萊斯里造成的威脅並暗示她對中樞有所認識，但在即將開槍時被約瑟夫衝進射線導致後者中槍生死不明。
賽巴斯汀在萊斯里引領下到達精神醫院頂部，發現另一自己躺在連接著魯維克大腦之一個浴缸中。魯維克把萊斯里吸收進入大腦，賽巴斯汀其後擊敗了由魯維克意識所創造、與魯維克身體合而為一的巨怪並在浴缸中醒來，隨即把魯維克大腦從機器中拔出踏毀。賽巴斯汀再次醒來發現自己躺在浴缸中，基嫚就在身旁，一名與泰瑞亞娜相像之研究人員則在附近監察其他研究對象。在基曼表示保持安靜以免被發現後，賽巴斯汀再度閉上眼睛，醒來後發現所有人員已經離去。賽巴斯汀返回剛開始的謀殺案現場步出醫院，發現遠處的萊斯里正緩緩離開之同時出現一陣頭痛，隨即發現萊斯里不知所蹤。

## 人物
聲優為日文版。
人物名稱按照中文版遊戲。
賽巴斯汀·卡斯特拉諾（Sebastian Castellanos，聲：木下浩之）
本作主角。男性，35歲，職業為警探。於調查克里姆森市郊區的獵奇殺人事件、正在返回警局的途中收到燈塔精神醫院傳出大量謀殺案的訊息而前往搜查，卻因此進入了惡夢世界。
是名在20多歲時就成為刑警的優秀警察，但因為作風過於強硬而賞罰不斷。與同事麥拉·韓森結婚，育有一女莉莉。但在生活一帆風順之際卻因自家發生火災而失去女兒，受到打擊的賽巴斯汀因此開始酗酒，期間妻子麥拉在調查女兒死因時失蹤，只留下調查資料。賽巴斯汀接手後發現女兒的死因有疑點，卻因為調查手段過於粗暴，而被搭檔喬瑟夫檢舉。
和搭檔喬瑟夫雖然個性相反，但卻很信賴對方。
因為女兒的死而對火災有很深的心理陰影（但不怕火）。
喬瑟夫·織田（Joseph Oda，聲：千葉一伸）
與賽巴斯汀搭檔的男警探，33歲。冷靜且寡言，與賽巴斯汀前往燈塔精神醫院調查謀殺案時同被捲入了惡夢世界中。
有戴眼鏡，除了矯正視力外也是他極為重視的物品。不管是格鬥戰、狙擊、開鎖、拆除炸彈都能完美處理，是個非常優秀的警探。
對女兒意外身亡、妻子失蹤又酗酒，最後又完全不顧規則的去調查真相的賽巴斯汀提出了內部檢舉，但實際上仍很重視這位夥伴。

茱莉·基嫚（Juli Kidman，聲：甲斐田裕子）
剛調入賽巴斯汀組的新人女警探。27歲。和賽巴斯汀等人一起被捲進異世界，但因為其沉著的態度和彷彿置身事外的行動讓賽巴斯汀暗暗警戒。
實為莫比烏斯派出、打進警察內部的間諜，因為使用了特殊的藥物，所以魯維克對她的影響微乎其微。
受到上司·管理者的命令，潛入STEM將萊斯里帶回，但發現魯維克欲透過萊斯里重新獲得身體時，決定要殺死萊斯里以絕後患。因為自己別有目的，而對將賽巴斯汀等人捲入此事件抱有罪惡感，同時也明白自己是隨時可以被捨棄的棋子，因此暗中警戒著莫比烏斯與管理者。
14歲時因雙親的虐待而逃家，之後被莫比斯帶回培養。
與魯維克出身於同一個村莊。
塔媞亞娜·古提耶雷茲（Tatiana Gtierrez，聲：井上喜久子）
女護士，38歲。賽巴斯汀被捲入異世界後會在鏡子裡、類似醫院的建築裡出現，並給予他協助。完全不會回答賽巴斯汀的提問，而顯得謎團重重的人物。
STEM內為燈塔精神病院的護士，現實疑似莫比烏斯組織人員，可以在本作中找到協尋其下落的海報。
萊斯里·威瑟斯（Leslie Withers，聲：河西健吾）
燈塔精神病院的病人，看似年少實已25歲。因為容易情緒不穩使得與他溝通變得很困難。過去因為雙親死在他面前而導致他精神異常。有著在無意識間能與他人的意識產生同調的能力，除此之外對危險十分敏銳，因此多次靠此救了賽巴斯汀。
是魯維克的實驗品中唯一一個能存活下來的案例，因此魯維克在失去身體後盯上了他，想將其意識轉移到他身上来獲得自由。
馬賽洛·席曼尼斯（Marcelo Jimenez，聲：土師孝也）
精神病院的醫局長，50歲。非常關心萊斯里，但實際上只是想利用他来離開魯維克營造的世界。
搶奪了魯維克的研究成果，造成了一切事件的罪魁禍首。與莫比烏斯有著聯繫，為了提升自己在組織中的地位，而利用了獨自研究著的魯維克，並提供給他綁架來的人作為實驗品，最後將其研究成果以自己的名義來發表。在魯維克發現此事後隨即翻臉，將其綁架並奪走了其所有成果，並將魯維克交付給組織進行研究。
在追加劇情中可以知道他感覺魯維克的研究越來越危險，並對自己無法完成其後續研究這點感到憤慨。因此出於自身的利益和保護自己，以及研究者的探求心投身莫比烏斯繼續後續的研究。
魯維克（Ruvik，聲：關俊彥）
穿著白袍、身上有燒傷的神祕男子，37歲，數次出現在賽巴斯汀等人面前並肆意玩弄著他們。
製造出異世界的元兇，能突然的出現或消失，並無視物理法則、扭曲空間，只要接觸到對方就能將其殺死等等。
本名魯本·維多利亞諾，與嚴厲的父親關係緊張，自幼孤僻，唯一相伴的只有姊姊，幼年時因為家族和村中的居民有了土地糾紛，居民放火燒毀其家的穀倉，當時和姐姐蘿拉在其中玩耍的兩人因此受困，魯本更因此重度燒傷，最後在姐姐捨身相救下才逃出火場，燒傷後的魯本被父親關在家中地下室，父親以他為恥，而失去摯愛的姊姊慘死之事也令他大受打擊，最後趁機殺死了父母接管了所有財產。
為了讓姐姐復活，魯維克開始與馬賽洛合作，由對方提供精神病院的病人作為實驗品，開始他慘無人道的實驗。
之後魯維克發現馬賽洛以他自己的名義發表了實驗的相關報告，因此大怒的他轉而開始自己秘密研究，卻被馬賽洛給出賣、被莫比烏斯綁架後摘除身體器官，剩下大腦作為STEM一號機的核心。
為了回歸，他盯上了曾在自己的實驗中生還的萊斯里想藉此取而代之。因為經歷過火災的緣故，使他異常的怕火。
從DLC中可以得知魯賓小時候就會虐殺小動物，並且酷愛裝設致命陷阱。

## 开发
2010年3月1日，「《生化危机》之父」三上真司与12人在大阪开设了游戏开发工作室：探戈游戏工作室（Tango Gameworks）；工作室其後遷移至东京。《恶灵附身》是该工作室正式开发的第一款游戏，於2010年末以《Project Zwei》（Zwei是德语“二”）为开发代号、以工作室修改过的id Tech 5引擎开发，由三上真司担任总监督。工作室在开发工作開始後不久被美国媒体集团ZeniMax Media收购成为游戏公司贝塞斯达软件的子公司。
三上真司表示他有感現代恐怖遊戲著重動作而非求生而希望制作一款生存恐怖游戏。針對恐怖遊戲橋段日益容易預測，《恶灵附身》故意让劇情发生在封闭空间内、限制弹药數量和使敌人接近無敵，使玩家感到弱小无力并促使玩家在面對敵人时選擇逃走而非迎戰，從而使遊戲更合乎生存恐怖游戏的类型和主题。艺术监督片貝直紀表示遊戲內被铁丝网缠住和被插着玻璃碎片的敌人是遭受恶灵之苦的受害者；精神医院的靈感來源是美国加州的鬼屋溫徹斯特神祕屋。
貝塞斯達軟件自2013年4月15日起公開一系列遊戲宣傳片段，其後在同月19日正式公開遊戲名稱、對應主機平台和即場試玩用家反應短片，更多短片分別在同年9月17日和9月27日公開。2014年9月25日，貝塞斯達軟件宣佈遊戲進入完成版。
《恶灵附身》中文版由索尼电脑娱乐日本亚洲（SCEJA）的中文化中心负责翻译制作。

## 音乐
《恶灵附身》的音乐原声专辑《The Evil Within Original Game Soundtrack》于2014年10月16日在苹果iTunes网络商店里上架。本张游戏原声专辑由探戈游戏工作室的音乐总监高田雅史担当编曲制作，曾担任《合金装备3》和《合金装备4》作曲的音乐家小堀修一也有参加本专辑的制作。本张游戏原声包含了17首原生音乐，其中第一首原声是取自克洛德·德彪西的《Clair de lune》。

## 發行
遊戲在2014年10月發行，在日本發行的版本名為《Psycho Break》。日本版本刪去了過分血腥的內容以通過當地評審，讓年滿十七歲或以上人士購買，但相關內容可透過追加下載內容获得。
作為遊戲推廣，澳洲黃金海岸之華納兄弟電影世界在其年度活動「Fright Nights」中建造了一個迷宮，內有遊戲中出現之人物角色。2014年10月14日，黑馬漫畫發行了「邪靈入侵的藝術」（The Art of the Evil Within），公開了遊戲的概念藝術和製作花絮。

## 追加下載內容
遊戲設有追加下載內容，可使用角色分別為潔曼和頭目敵人「管理員」（The Keeper）。潔曼的追加下載內容將有新劇情、敵人和地點，以探索主劇情內的迷團為核心；管理員的追加下載內容將以完成殺敵目標為核心。

## 評價
遊戲評價普遍正面。GameRankings和Metacritic分別為遊戲的Xbox One版本給予76.26分和79分、PlayStation 4版本分別給予75.43分和75分、微軟視窗版本則分別給予63.11分和69分。
電腦與電子遊戲形容遊戲是《生化危機5》應有的模樣，但對部分技術問題作出批評；IGN成員露茜·奧布萊恩（Lucy O'Brien）給予遊戲8.7/10分，讚揚遊玩方式和恐怖元素，但批評主角沈悶和劇情令人費解，總結為劇情達到了它本身的目標，但各種問題減弱了體驗求生恐怖時的喜悅；PC Gamer成員克里斯多福·李文斯頓（Christopher Livingston）讚揚遊戲內的求生部分、緊張且刺激的氣氛、令人滿足的潛行、刺激的動作以及細緻的環境，但批評頭目怪物沿用已有設定且無法令人感到恐懼、角色模型差劣、操縱不靈活、視角令人沮喪、畫面選擇不足和圖像縱橫比差劣，也表示這些技術問題拖累了遊戲，使它原來令人享受的挑戰性變得不必要地令人沮喪；Game Informer成員添·圖里（Tim Turi）讚揚遊戲重玩價值高、有驚嚇情節、明暗設定良好、世界黑暗多變和敵人聲效良好，但批評劇情令人失望，最後總結遊戲是能令人一直緊張的體驗；GameSpot成員肖恩·麥恩尼斯（Shaun McInnis）讚揚遊戲的氣氛富有魅力、戰鬥緊張刺激且鼓勵思考、以及技能系統富有意義，但批評劇情荒謬、角色易被遺忘、部分頭目戰令人沮喪和自動存檔系統差劣。

### 銷售
遊戲於英國發行首個星期內的銷售量排行第二，也是美國2014年10月第三暢銷遊戲。作為全新的恐怖遊戲知識產權，《邪靈入侵》也刷新了首月銷售最高紀錄。

## 续作
2017年6月，在E3游戏展的贝塞斯达展前发布会上，《恶灵附身2》被正式公布。游戏于2017年10月13日在Xbox One、PlayStation 4和Windows等平台上发售。